# El orador
La estatua conocida como El orador (en italiano L'Arringatore, en latín Aulus Metellus, en etrusco Aule Meteli) es una escultura etrusca realizada en bronce a finales del siglo II o principios del I a. C., que representa a Aulo Metelo, un senador etrusco durante la República romana originario de Perugia o Cortona. La escultura fue encontrada en 1566 y su ubicación exacta fue objeto de debate, pero actualmente todas las fuentes coinciden en que fue en el lago Trasimeno o en sus alrededores, en la provincia de Perugia, en el límite entre Umbría y Toscana, a 177 kilómetros de Roma.

## Descripción
La estatua tiene 179 cm de altura, Metelo viste una toga exigua, consistente en una túnica de manga corta debajo de una toga ajustada, colgada sobre el brazo izquierdo y el hombro, dejando el brazo derecho libre para el movimiento. El dobladillo comienza en el tobillo izquierdo y se dirige diagonalmente hacia arriba hasta por encima de la pantorrilla derecha. Calza unas calceus senatorius, un tipo de bota baja usado por senadores y magistrados de alto rango y que se distinguía por estar confeccionada en cuero rojo. Está de pie en una pose de contrapposto con una pierna que soporta la mayor parte del peso. Tiene la boca abierta para expresar que está hablando y tiene los ojos fijos hacia adelante. El pelo es corto y peinado hacia la izquierda. El brazo izquierdo descansa a un lado con la mano levantada y ligeramente abierta, mientras que el brazo derecho de está estirado, doblado en el codo, la palma de la mano abierta y los dedos extendidos.

## Inscripción
En la estatua hay una inscripción en etrusco en la que se lee:

«auleśi meteliś ve[luś] vesial clenśi / cen flereś tece sanśl tenine / tu θineś χisvlicś»
A (o de) Auli Meteli, hijo de Vel y Vesi, Tenine (?) erigió esta estatua como ofrenda a Sans, por deliberación popular.

## Finalidad
La estatua puede que se realizara con el propósito de una ofrenda votiva, una ofrenda que consiste en la entrega de un objeto a un dios de una religión panhelénica como pago por el cumplimiento satisfactorio de una oración; el objeto puede ser cualquier cosa, desde una efigie hecha a mano o, si el donante es rico, una estatua por encargo. La idea de que la estatua es una ofrenda votiva es objeto de debate y algunos historiadores sostienen que era una estatua honorífica, destinada a ser vista por el público y no una ofrenda a los dioses.
También se discute sobre la familia que originalmente fue la dueña de la estatua y el estatus socioeconómico de la misma. Spivey y otras fuentes afirman que la estatua pertenecía a una familia adinerada debido a que la estatua estaba confeccionada con un material caro como el bronce, y al nivel de artesanía que se aprecia en la estatua. Shiell afirma que la estatua pertenecía a una familia romana media.